# Anguiano (La Rioja)
Anguiano ist ein Ort und eine Gemeinde (municipio) im Südwesten der Autonomen Gemeinschaft La Rioja in Spanien mit 488 Einwohnern (Stand: 2024). Der Ort ist gleichzeitig Verwaltungssitz der gleichnamigen Comarca.

## Lage
Der Ort Anguiano liegt auf einem Hügel oberhalb des Río Najerilla in etwa 665 m Höhe. Die historisch bedeutsame Kleinstadt Nájera liegt etwa 20 km (Fahrtstrecke) nördlich. Die Entfernung zur Provinzhauptstadt Logroño beträgt etwa 45 km in nordöstlicher Richtung. Das mittelalterliche Kloster San Millán de la Cogolla ist ca. 20 km in nordwestlicher Richtung entfernt. Das Klima ist gemäßigt; Regen (ca. 545 mm/Jahr) fällt übers Jahr verteilt.

## Bevölkerungsentwicklung
| Jahr      | 1857  | 1900  | 1950  | 2000 | 2017 |
| Einwohner | 1.515 | 1.676 | 1.664 | 585  | 506  |

Infolge der Mechanisierung der Landwirtschaft sowie der Aufgabe bäuerlicher Kleinbetriebe und des daraus resultierenden geringeren Arbeitskräftebedarfs ist die Zahl der Einwohner seit der Mitte des 20. Jahrhunderts deutlich zurückgegangen.

## Wirtschaft
Die Gemeinde Anguiano war und ist in hohem Maße von der Landwirtschaft geprägt. In früheren Zeiten diente der Ort als Handwerks- und Marktzentrum für einige wenige – mittlerweile meist aufgegebene – kleinere Einzelgehöfte und Weiler in der Umgebung. Seit der Mitte des 20. Jahrhunderts spielt der Tourismus (Wandern und Ferienwohnungen) eine nicht unwichtige Rolle als Einnahmequelle für die Gemeinde. Der Ort gehört überdies zur Weinbauregion Alta Rioja.

## Geschichte
Anguiano wird erstmals unter dem Namen Anguidano in einer Urkunde (fuero) des Königs Sancho III. (reg. 1000–1035) erwähnt, in welcher der Nachbarstadt Nájera gewisse Hoheits- und Freiheitsrechte zugesprochen werden. In einer weiteren Erwähnung aus dem Jahr 1092 erhält der nunmehr stets Anguiano genannte Ort Weiderechte auf dem Gebiet des heute zur Gemeinde gehörenden Klosters Valvanera. Danach schweigen die mittelalterlichen Quellen. Im Jahre 1502 gerät der Ort unter die Grundherrschaft (señorio) des Klosters Valvanera.

## Sehenswürdigkeiten
Anguiano

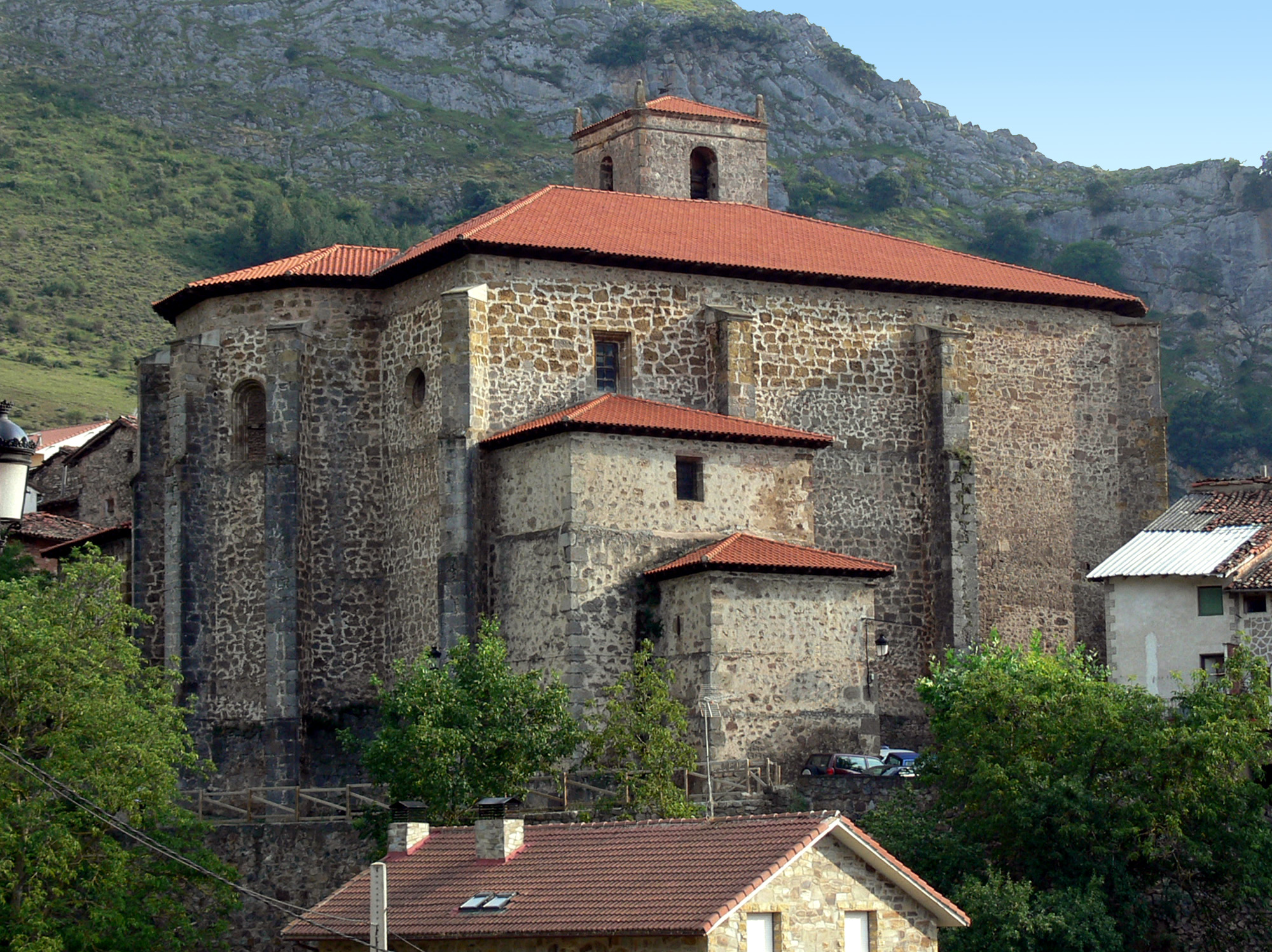
Kirche San Andrés

- Die Pfarrkirche San Andrés, ein dreischiffiger und hoher, aber etwas klobig wirkender Bau, stammt aus dem 16. und 17. Jahrhundert. Die Hauptattraktion im Innern ist ein vielfiguriges hölzernes Altarretabel (retablo) mit gedrehten („salomonischen“) Säulen aus den Jahren 1672–1686.[4]
- Einige Häuser im Ort tragen noch steinerne Wappenschilde.
- Die an einem Hang unterhalb einer Felswand stehende und sehr wehrhaft wirkende einschiffige Kirche San Pedro de Cuevas wurde im 15. und 16. Jahrhundert erbaut. Im Innern beherbergt sie ein romanisches Taufbecken und mehrere barocke Altarretabel.
- Sehenswert ist auch ein Waschhaus (lavadero) aus dem 19. Jahrhundert mit eigener Quelle.
- Die ca. 1,5 km außerhalb des Ortes gelegene einschiffige Ermita de Santa María Magdalena ist ein äußerlich schlicht wirkender Bau aus dem 18. Jahrhundert. Ihr Inneres birgt einen barocken Altarretabel.

Cuevas

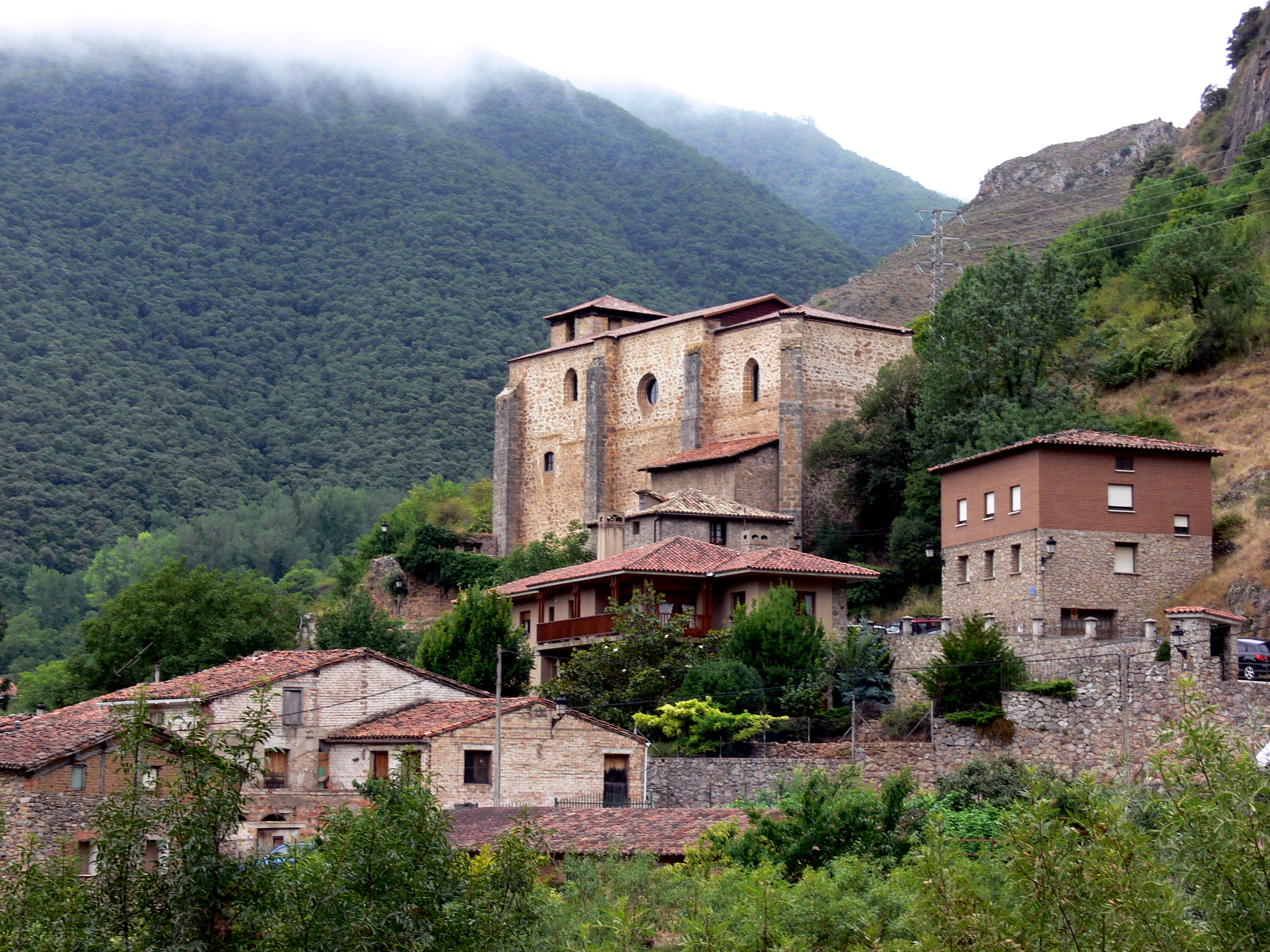
Kirche San Pedro de las Cuevas

- Eine 30 m hohe und 12 m breite einbogige Steinbrücke aus dem 18. Jahrhundert (Puente Madre de Dios) überspannt eine Klamm des Río Najerilla und bindet den Ortsteil Cuevas an.[5]
- Unmittelbar neben der Einsiedlerkirche befindet sich eine intermittierende Quelle mit einer Einfassung aus dem 17. Jahrhundert.
- Das Kloster Valvanera[6] soll einem Dokument des 11. Jahrhunderts zufolge bereits in der Zeit des Westgotenkönigs Leovigild existiert haben. In den Jahren 1072 und 1092 tätigten die Könige Sancho IV. und Alfons VI. reiche Stiftungen zugunsten des Klosters. Im Rahmen der Enteignung des Kirchenbesitzes (desamortisación) wurde das Kloster in den 30er Jahren des 19. Jahrhunderts aufgelöst, doch seit dem Ende des Jahrhunderts lebt wieder eine kleine Schar von Mönchen hinter den traditionsreichen Mauern. Sie stellen einen angeblich medizinisch wirkenden Klosterlikör (Licor de Valvanera) her; auch ein Gästehaus trägt zur Finanzierung des Klosters bei. Die gotische Kirche ist noch weitgehend original erhalten; große Teile der Klostergebäude wurden jedoch im ausgehenden 19. Jahrhundert restauriert bzw. erneuert.

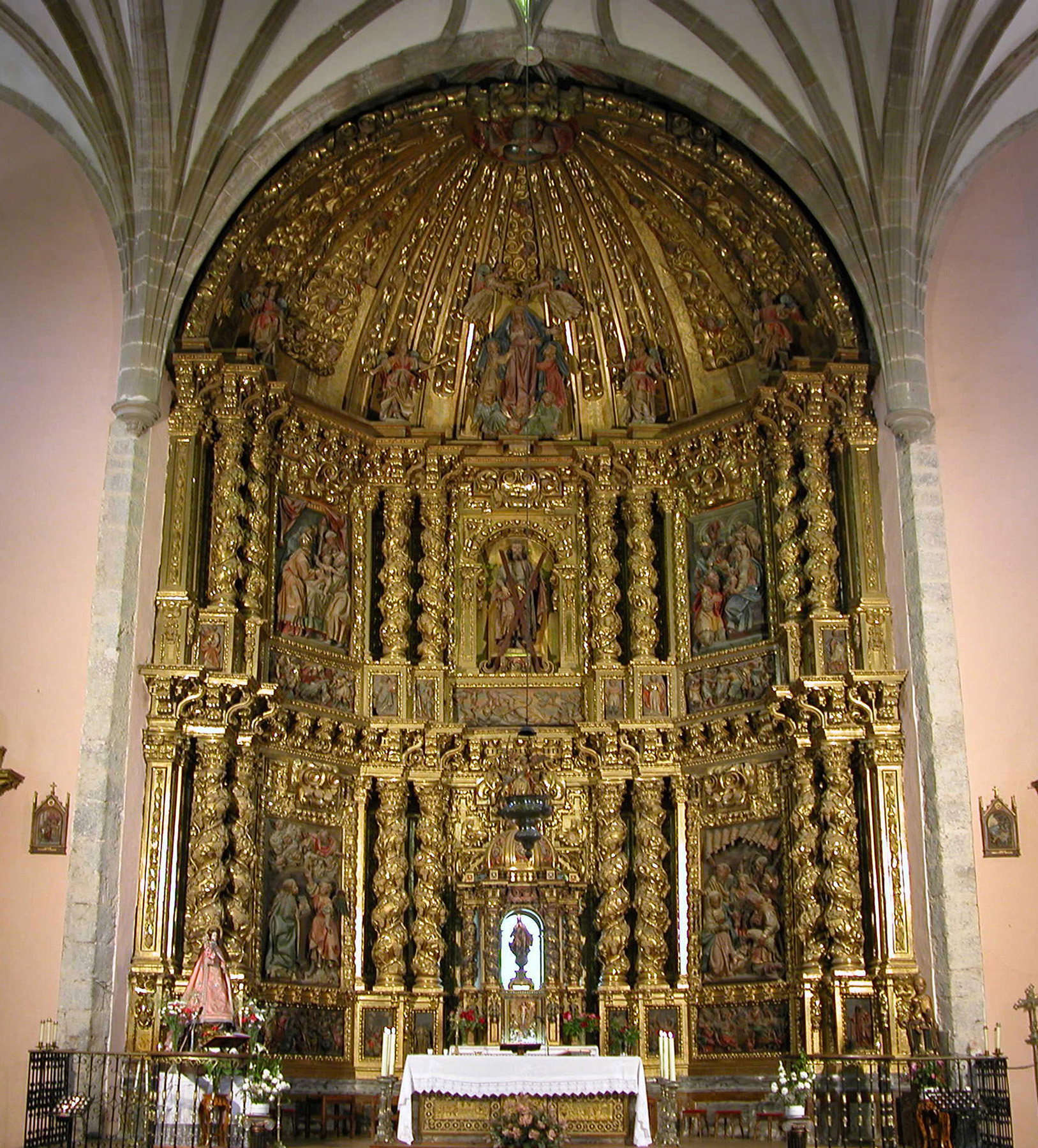
Kirche San Andrés – Altarretabel
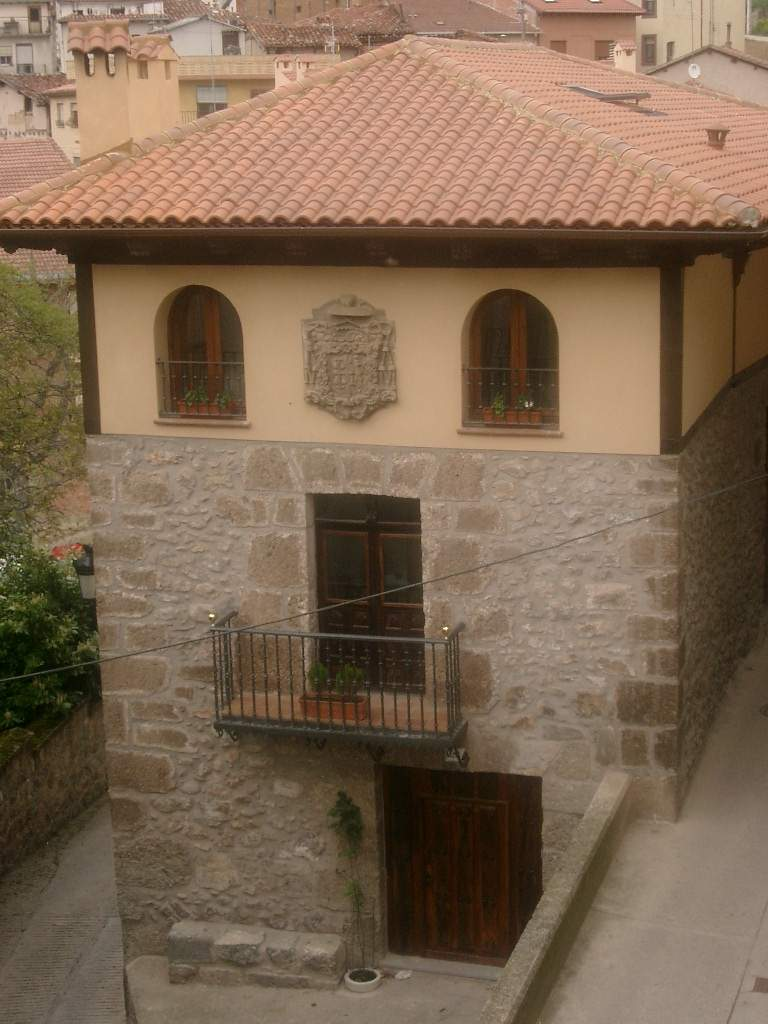
Haus mit Wappenschild
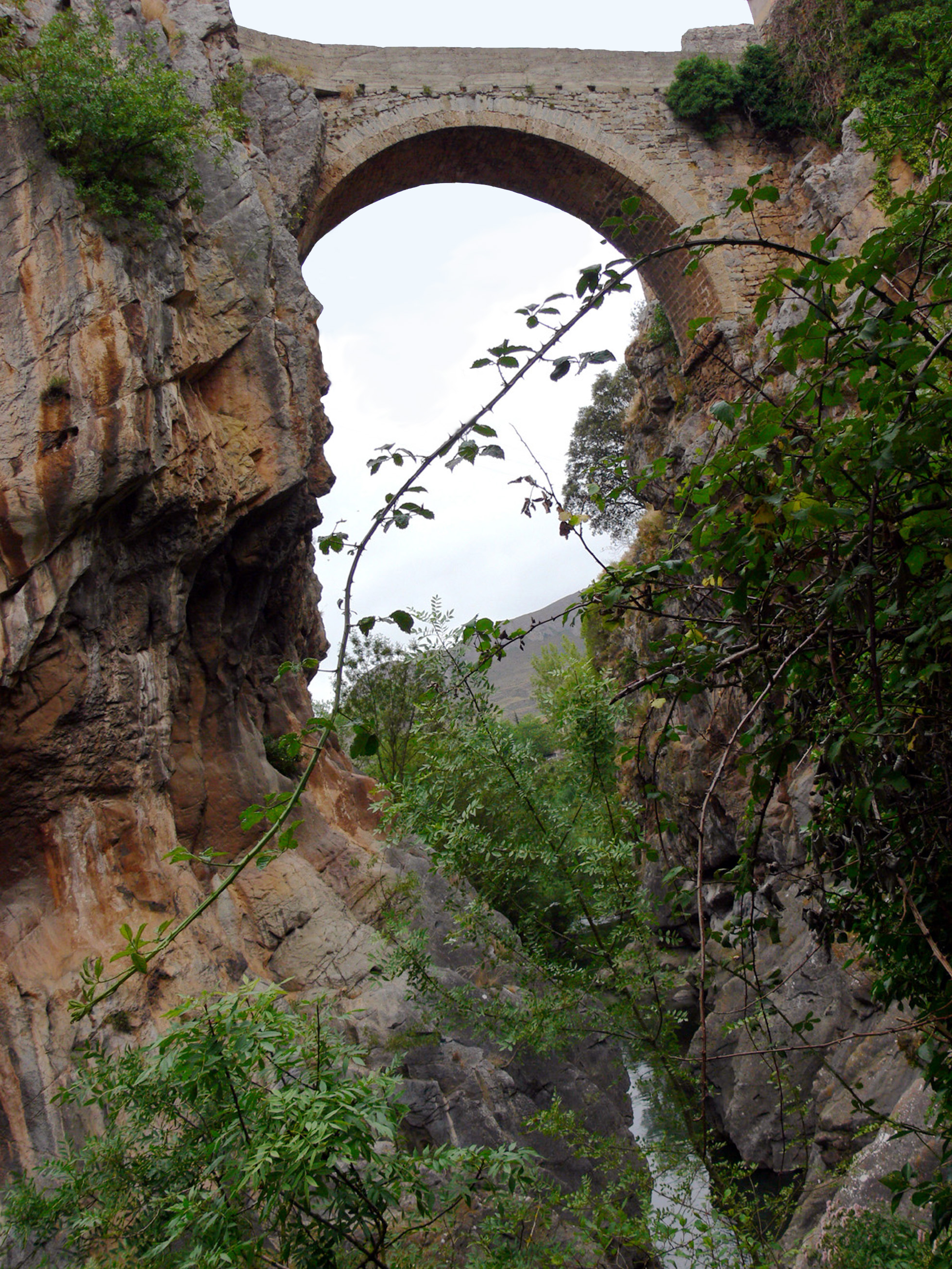
Puente Madre de Dios
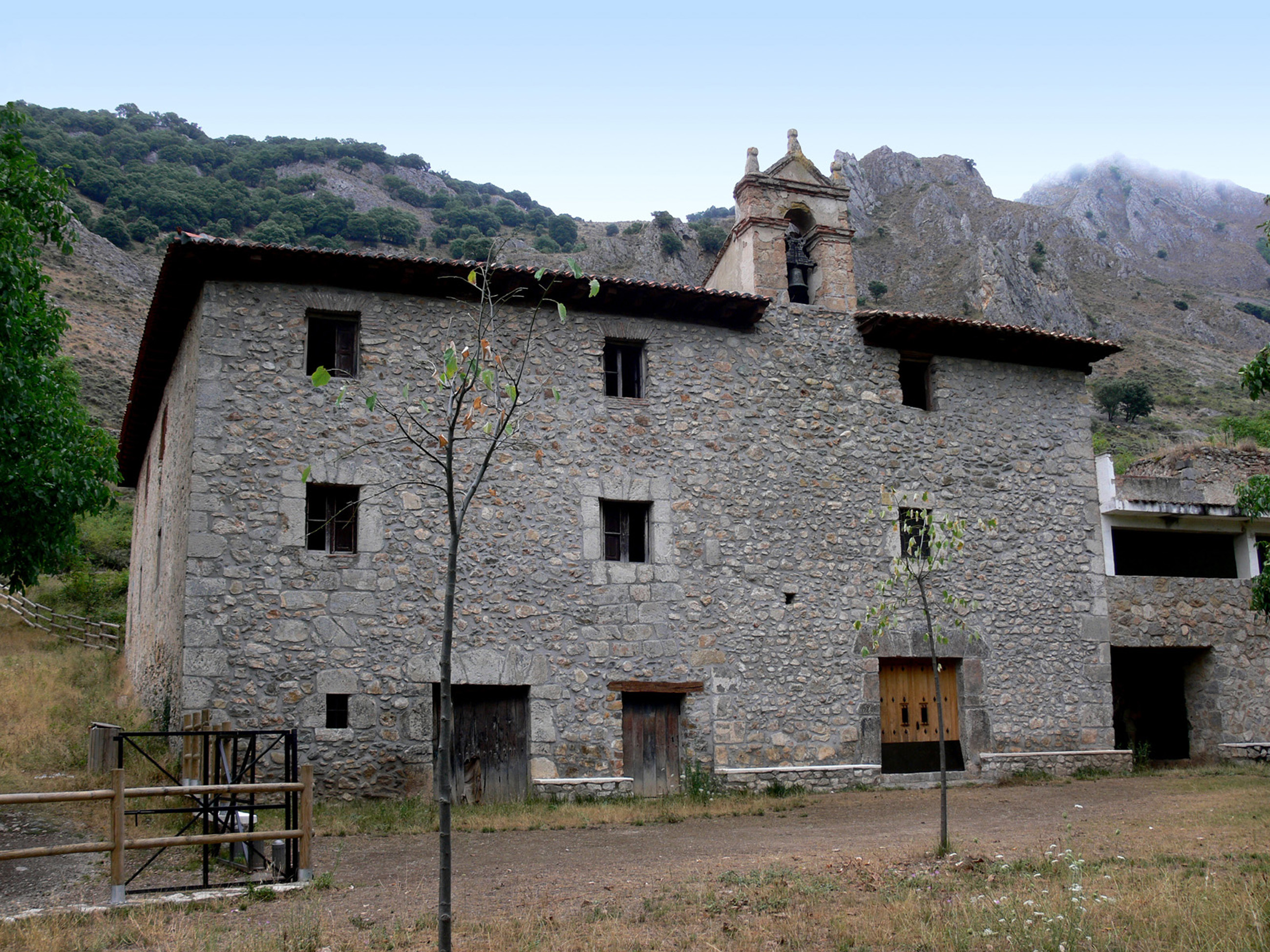
Ermita de Santa María Magdalena
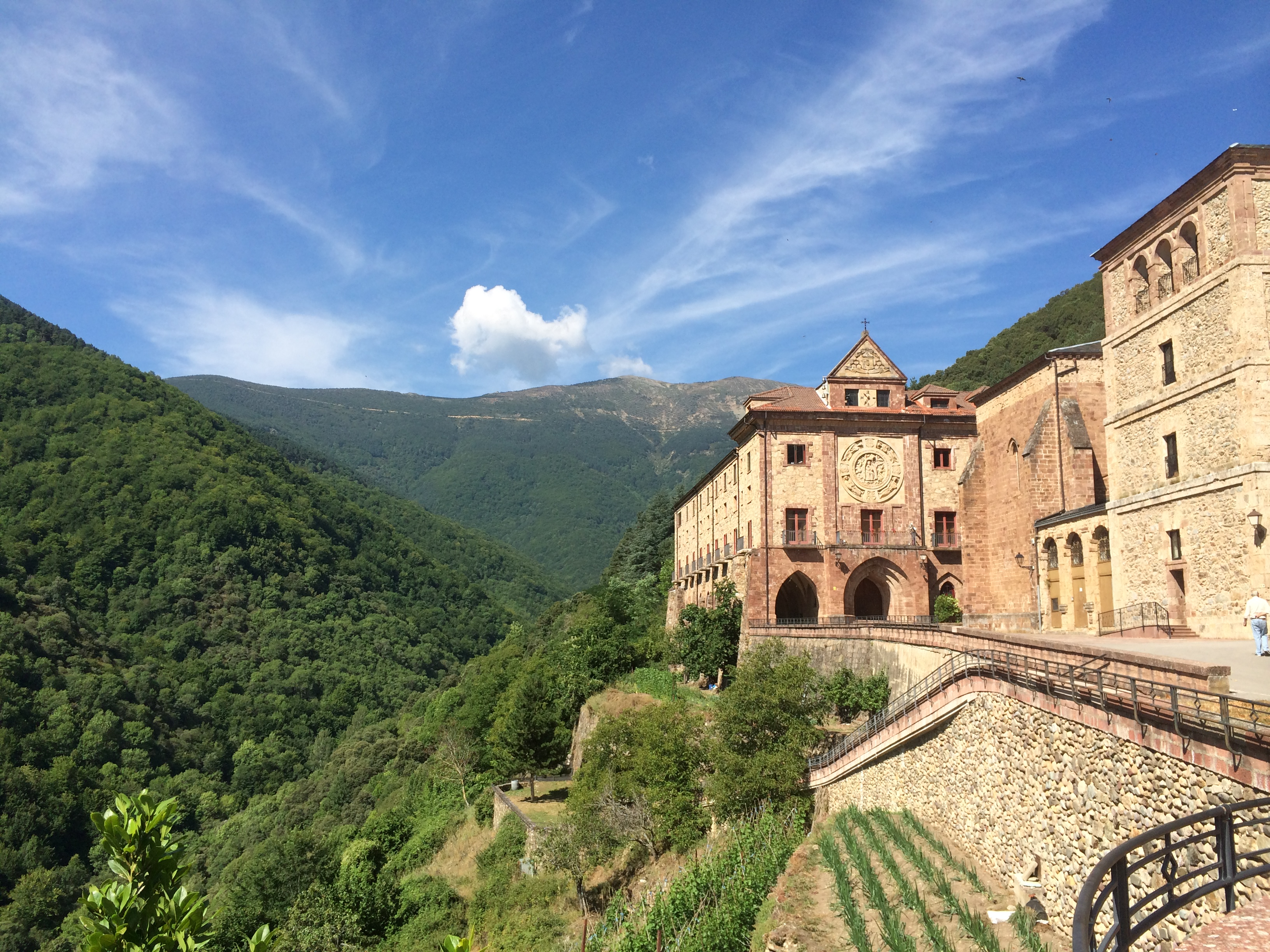
Kloster Valvanera

## Sonstiges
Von regionaler Bedeutung ist ein Tanz auf Kurzstelzen (danza de los zancos) am Tag der hl. Maria Magdalena (22. Juli), bei dem sich rocktragende junge Männer im Kreis drehen und das Gnadenbild zur Einsiedlerkirche hinauftragen.